# 캐딜락 게이지 레인저
캐딜락 게이지 레인저(Cadillac Gage Ranger)는 4바퀴로 이루어져 있다. 가장 큰 고객은 미국 공군으로, 이차는 보안 / 순찰차로 필요한 요구 사항을 충족하기 위해 판매되었다.
상표가 취소 된 Textron은 더 이상 해당차량을 생산하지 않는다.
2020년 현재 기준, 레인저의 한대 교체 비용은 $ 230,720이다.

## 역사
Ranger는 1979년에 처음으로 제작되어 Peacekeeper로 알려진 헌병에 대한 미공군의 요구 사항을 충족한다. 최초의 레인저는 1980년 4월에 571 대의 차량이 각각 $ 30,532의 계약에 따라 인도되었다.  1981년에 미공군과 해군에서 이 차량에 대해 560 명의 순찰대 원이 추가로 제정되었다.  1994년에는 약 708 대가 미군에 의해 사용되었다.  같은 해에 20 명의 레인저가 인도네시아에 판매되었다.